# 7240 Hasebe
7240 Hasebe è un asteroide della fascia principale. Scoperto nel 1989, presenta un'orbita caratterizzata da un semiasse maggiore pari a 2,3546200 UA e da un'eccentricità di 0,1596467, inclinata di 5,49704° rispetto all'eclittica.
L'asteroide è dedicato al giapponese Takao Hasebe, astrofilo ed insegnante di Yoshikane Mizuno.